# Código NIS
Código NIS (francés: código INS) es un código alfanumérico para las zonas geográficas que se aplica para el tratamiento estadístico en Bélgica. Este código fue desarrollado a mediados de los años 60 por el Instituto Nacional de Estadística (NEI) y se utilizó por primera vez durante el censo de 1970.

## La construcción del código
El código NIS consta de 5 cifras:
- La primera cifra corresponde a la de estado, y si esta cifra de 4 ceros a la izquierda es seguida, este es el código para toda la provincia (Ejemplo: 70000 -> Provincia de Limburgo)

- La segunda cifra indica el distrito dentro de la provincia, si detrás de los dos primeros dígitos tres ceros a la izquierda, este es el código para todo el distrito (Ejemplo: 71000 -> distrito Hasselt)

- Las tres últimas cifras revela el código único de la ciudad, dentro del distrito (Ejemplo: 71066 -> Zonhoven)

## Casos especiales
- Bélgica se dio el código 01000.
- Las tres regiones se les dio los códigos 02000, 03000 y 04000, respectivamente, para el Flandes, Valonia y Bruselas.
- En 1995 Brabante (con un primer dígito "2") fue dividido en Brabante flamenco y Brabante valón. Brabante flamenco se le asignó el código 20001 y Brabante valón era 20002. Los distritos conservaron su antiguo código.
- Las provincias y los municipios de Bruselas están dispuestos alfabéticamente por su nombre francés.